# Chicken Little (película de 1943)
Chicken Little es un cortometraje 1943 creado por Walt Disney durante la Segunda Guerra Mundial y dirigida por Clyde Geronimi. El corto está basado en la fábula Henny Penny. Es una película antinazi que muestra los males de histeria de masas.

## Trama
El narrador introduce al espectador en una feliz granja avícola local: Cocky Locky, Henny Penny, Turkey Lurkey, Ducky Lucky, Goosey Poosie y Chicken Little (un tonto jugador de yo-yo ), todo bien protegido. Pero fuera del patio, Foxy Loxy tiene la intención de comer a los animales. Sin embargo, no puede saltar dentro debido a la alta valla, puertas cerradas y un agricultor bien armado. Pero el astuto Foxy Loxy toma el consejo de su libro de psicología, afirma "¿Por qué debería obtener sólo una, cuando pude conseguir todo?". La mejor manera de manipular a todo el rebaño es comenzar con "los menos inteligentes" (Chicken Little).
A continuación, Foxy rompe un pedazo de madera, y luego desorienta a Chicken Little con la sugerencia de una tormenta eléctrica antes de dejarlo caer sobre la cabeza pretendiendo ser "la voz de la fatalidad". Chicken Little dice que el cielo se está cayendo, y que un pedazo de ella lo golpeó en la cabeza y luego pasa a decirle que debe correr por su vida. Chicken Little difunde el miedo a todo el mundo, con lo que una multitud va a donde cree que la pieza cielo cayó, pero el alcalde Cocky Locky pregunta acerca de la prueba, y de inmediato se demuestra que la historia era falsa y después, la multitud se dispersa dejando Chicken Little humillado.
Al ver que su plan no funcionó, Loxy lee su libro de nuevo, y encuentra un pasaje que le sugiere "minar la fe de las masas en sus líderes". Se dirige a Henny Penny, Turkey Lurkey, Ducky Lucky y Goosey Loosey para sembrar rumores acerca de la inteligencia y el liderazgo de Locky. Esto comienza otra oleada de pánico entre las aves, ya que difunden el rumor.
Con el liderazgo de Locky en cuestión, Loxy utiliza a Chicken Little para halagarle y desafiar a la dirección de Locky. Así anuncia a una multitud que él es su nuevo líder y afirma que los salvará. Locky argumenta en contra de lo que indica el cielo no se está cayendo. Los dos discuten hasta que Loxy utiliza un tirachinas para disparar una estrella en forma trozo de madera en la cabeza de Locky, dejándolo inconsciente. Esto sorprende a todos y les convence de que el cielo está cayendo. Cuando le preguntan a Chicken Little lo que deben hacer, Foxy Loxy le susurra para llevarlos a "la cueva". Chicken Little conduce a las masas fuera de la granja, por el bosque y hacia la cueva; una vez que todo el mundo está en el interior, Loxy va tras ellos y sella la entrada. El narrador asegura a la audiencia que todo estará bien, pero el corto se cierra con un gordo Loxy limpiándose los dientes y organizando las fúrculas de los pájaros devorados en una fila se asemeja a un cementerio de guerra. El narrador se sorprende e insiste en que no es así como se supone que la historia debe finalizar. Foxy Loxy sonríe maliciosamente y le recuerda el narrador no creer todo lo que lee.

## Foxy Loxy y Mein Kampf
De acuerdo con el comentario de audio en el corto 2004 Walt Disney Treasures DVD de lanzamiento, el estudio cambió el nombre del libro de Foxy Loxy; del Mein Kampf de Hitler al genérico título de Psicología.
- Datos: Q2963390